# Dughla
Dughla est un petit hameau du district de Solukhumbu dans l'Himalaya du Népal, au sud du glacier de Khumbu.  La colonie, composée de plusieurs huttes, est située à une altitude de 4 620 m, ce qui en fait l'une des plus hautes colonies du monde, mais probablement pas habitée en permanence toute l'année car il s'agit essentiellement d'un ensemble de cabanes destinées aux randonneurs.  Gokyo au nord-ouest est un peu plus haut en altitude que Dughla. Le village se trouve dans une position élevée au-dessus et au nord-est du lac, obscurci des vues du lac par un précipice rocheux.  
Il existe également un lac glaciaire Tshola Tsho et Cho La Pass à proximité.